# Krebsens vendekreds
 For alternative betydninger, se Krebsens vendekreds (flertydig). (Se også artikler, som begynder med Krebsens vendekreds)
Krebsens vendekreds er en betegnelse for Solens nordlige vendekreds.
Krebsens vendekreds har fået sit navn, fordi solen på navngivningstidspunktet stod i stjernebilledet Krebsen ved sommersolhverv.
Krebsens vendekreds er beliggende på 23° 27' nordlig bredde og går gennem følgende lande fra datolinjen mod øst:
USA (kun Hawaii og kun på hav), Mexico, Bahamas, Marokko (kun Vestsahara), Mauretanien, Mali, Algeriet, Niger, Libyen, Tchad, Egypten, Saudi Arabien, Forenede Arabiske Emirater (kun Abu Dhabi), Oman, Indien, Bangladesh, Burma, Kina og Taiwan.
| Geografi/geologi | Spire Denne artikel om geografi er en spire som bør udbygges. Du er velkommen til at hjælpe Wikipedia ved at udvide den. |

23°26′12″N 0°00′00″Ø / 23.43669°N 0°Ø